# Pherotesia liciata
Pherotesia liciata là một loài bướm đêm trong họ Geometridae.